# Roberto Hernández Mares
Roberto Hernández Mares es un político miembro del Partido Revolucionario Institucional (PRI), ex presidente municipal interino, de la ciudad de Pachuca de Soto.

## Presidente de Pachuca
Francisco Olvera Ruiz, pidió licencia por tiempo indefinido para separarse de su cargo y competir por la candidatura del Partido Revolucionario Institucional (PRI) a la gubernatura de Hidalgo.
En sesión extraordinaria, los integrantes de la asamblea municipal de Pachuca acordaron por mayoría nombrar como encargado del despacho del ayuntamiento y hasta por 30 días al regidor priista Roberto Hernández Mares.
El regidor Roberto Hernández Mares fue elegido; con 16 votos a favor, 3 en contra y 2 abstenciones, por la Asamblea Municipal como el encargado del despacho del ayuntamiento capitalino en un periodo de hasta por 30 días.